# Надтеречное
Надте́речное (чечен. Лаха Нёвре) — село в Надтеречном районе Чеченской Республики.
Административный центр Надтеречненское сельского поселения, в состав которого также входит хутор Минеральный как Центральная усадьба госхоза «Минеральный».

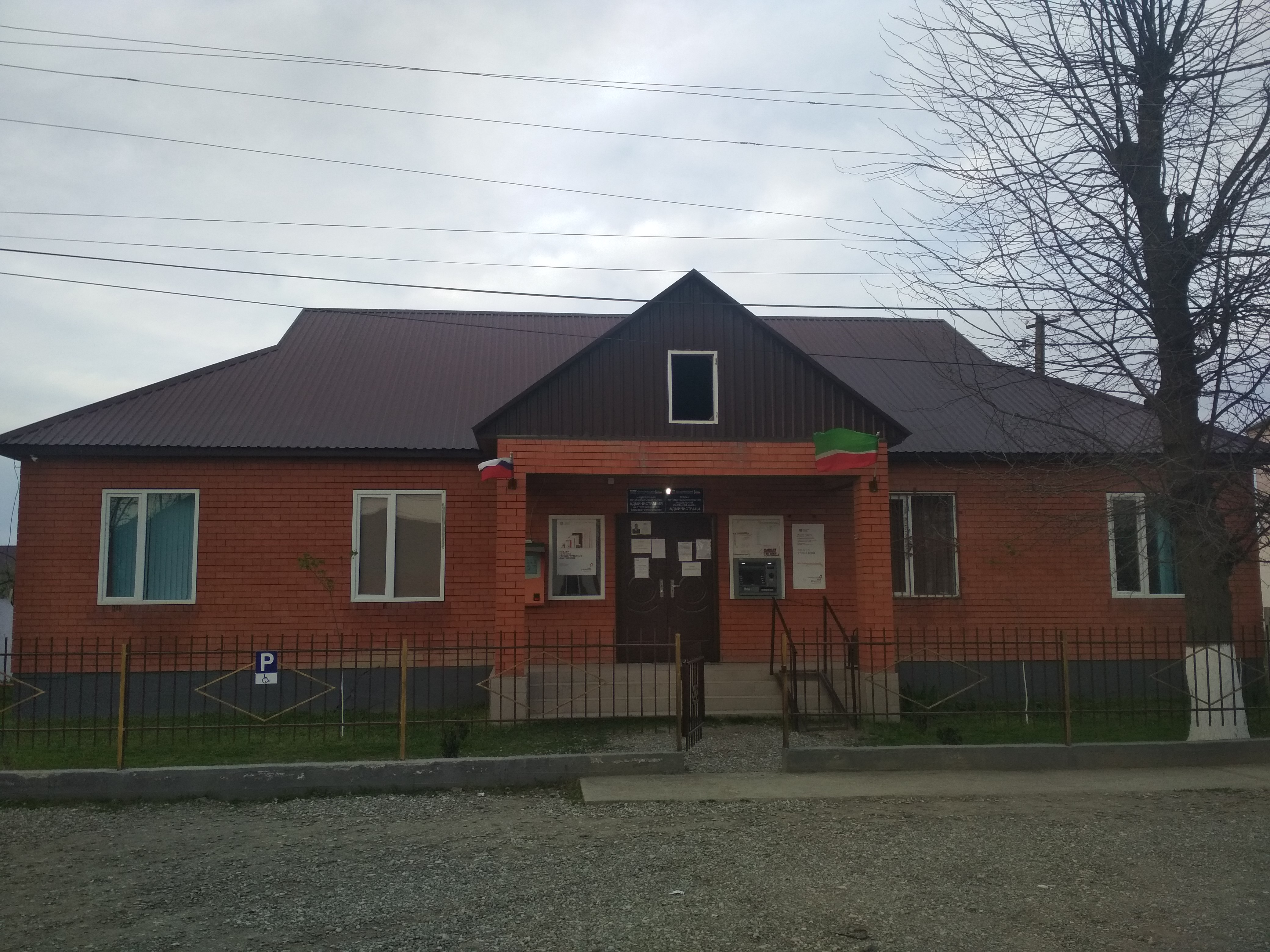
Администрация Надтеречненского С/П

## География
Село расположено на правом берегу реки Терек, в 20 километрах к юго-востоку от районного центра села Знаменское и в 28 км от железнодорожной станции Ищерской. Также используется другое название — Нижний Наур.
Ближайшие населённые пункты: на западе — село Верхний Наур (8 км), на северо-востоке — станицы Мекенская и Савельевская, на северо-западе — станица Наурская, на юге — посёлок Усадьба Госхоза «Минеральный», на востоке — сёла Мекен-Юрт (8 км) и Подгорное.

## История
В XVI веке здесь гребенскими казаками была основана станица. В 1715 году по приказу Петра I станица была перенесена на левый берег, а на старом месте позднее был основан чеченский аул Нижний Наур (ныне — село Надтеречное).
Согласно источникам, новое заселение деревни Наур («Невре»), состоялось в конце XVIII века. В документах 1748 года упоминаются только урочища «Наверене» и «Мекень» (то есть «Невре» и «Макне»). В 1769 году левый берег Терека вновь заселяется казачьими станицами.
В 1859 году, когда исход Кавказской войны был определён, в Лаха Невре поселились бывшие соратники имама Шамиля — Ханаки Мамакаев и Чала Висинчиев, перешедшие на сторону русских. Оба получили офицерские чины и земельные угодья в Притеречье. В свои молодые годы Х. Мамакаев уже хорошо знал арабский и русский языки, что позволило ему долгое время исполнять должность старшины села.
В 1886 году, во время составления «Посемейного списка селения Нижне-Наурского», численность населения Лаха-Невре составляла 2098 человек. Конец XIX — начало XX веков стало для Лаха-Невре периодом процветания, село росло и развивалось во всех отношениях, развивалось сельское хозяйство и различные ремесла. В 1916 году его население составляло 3508 человек, а земельная площадь — 9477 десятин (почти 10 тысяч гектаров), из которых на душу населения приходилось 2,7 десятин. После революции в России 1917 года и во время Гражданской войны, село Нижний-Наур не раз становилось объектом захвата враждующих сторон, из-за стратегической паромной переправы через Терек, которая здесь располагалась.
24 декабря 1900 года в Нижнем Науре было открыто первое в Чечне сельское училище.
8 марта 1926 года был образован Надтеречный район с центром в селе Нижний Наур. И только в 1965 году центр района был перенесён в село Знаменское.
Во время Великой Отечественной войны немцы дошли до берегов Терека. В селе Лаха-Невре в годы войны находился штаб обороны Надтеречного района от фашистских оккупантов. Поэтому оно несколько раз подвергалось бомбардировке со стороны немецкой авиации. Кроме бомбардировок, ежедневно подвергалось артиллерийскому обстрелу. Но, несмотря на огромный вклад, внесённый чеченскими бойцами в дело приближения победы над гитлеровской Германией, 23 февраля 1944 года весь чеченский народ поголовно был выслан в Казахстан и Среднюю Азию.
В этом потоке оказались и жители Нижнего Наура, депортированные в Карагандинскую область Казахстана. Село же, заселённое русскими переселенцами, было переименовано в станицу Надтеречную. В 1957 году, чеченцы были реабилитированы и возвращены на свою историческую родину.
Постановлением Президиума Верховного Совета ЧИАССР от 14 августа 1989 года село было переименовано в Лаха Невре.

## Население
| 1939    | 1959  | 1970  | 1990  | 2002  | 2010  | 2019  |
| ------- | ----- | ----- | ----- | ----- | ----- | ----- |
| 3659    | ↘3502 | ↗5119 | ↗5150 | ↗7860 | ↗8475 | ↗9748 |
| 2021    |       |       |       |       |       |       |
| ↗10 902 |       |       |       |       |       |       |

Национальный состав
По данным Всероссийской переписи населения 2010 года:
| Народ               | Численность, чел. | Доля от всего населения, % |
| ------------------- | ----------------- | -------------------------- |
| чеченцы             | 8423              | 99,39 %                    |
| другие / не указано | 52                | 0,61 %                     |
| всего               | 8475              | 100,00 %                   |

## Образование
- Вечерняя (сменная) общеобразовательная школа[19].
- Средняя общеобразовательная школа № 1[20].
- Средняя общеобразовательная школа № 2[21].
- Средняя общеобразовательная школа № 3[22].
- Имеется несколько детских садов.
- В 80-х годах 20 столетия в селе Надтеречном функционировала Станция Юных Техников, основанная Хусиевым Русланом. Для детей были доступны следующие кружки: картинг, мотобол, радиотехнический, радиолюбительский, кинокружок, фотокружок, рукоделие, шитья и т. д..
- До развала СССР существовала музыкальная школа при средней школе № 1, где обучали игре на пианино, баян, аккордеон, гитара, балалайка.

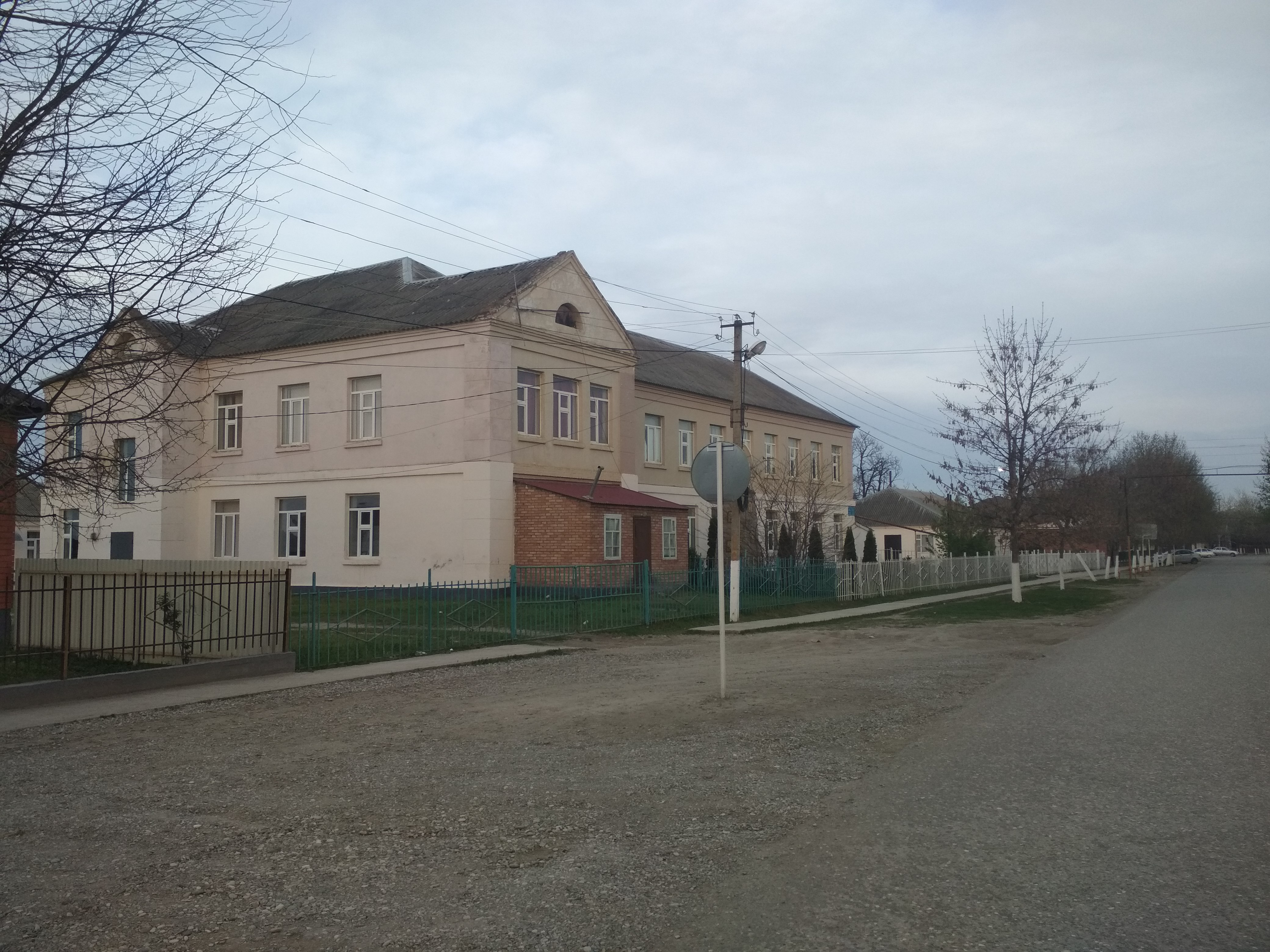
Надтеречненская СОШ № 3

## Культура
В 1989 году открыт Литературно-мемориальный музей Арби Мамакаева.

В центре села находится Дом культуры.

Общественная библиотека, располагается в Доме культуры.

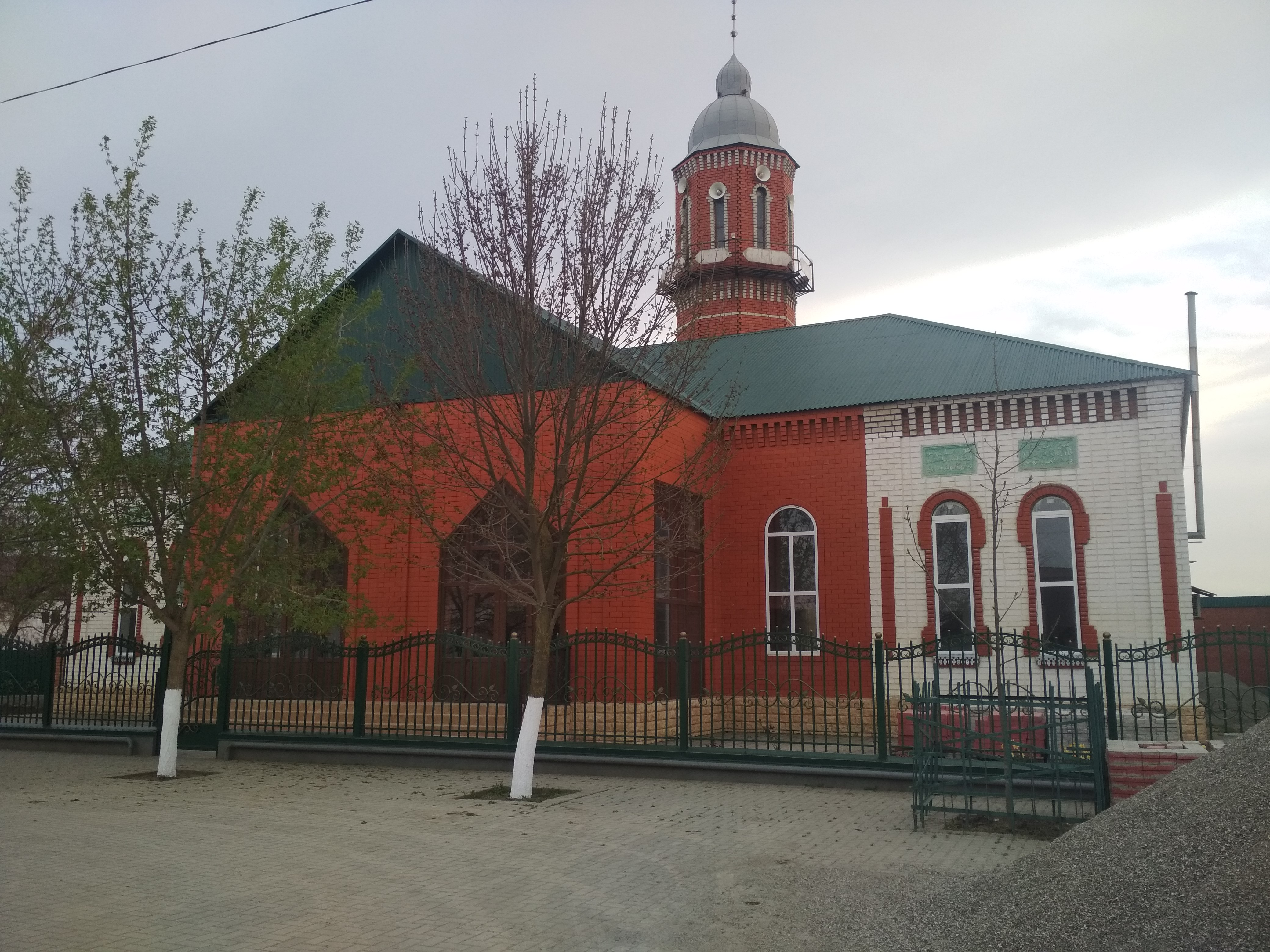
Пятничная мечеть села

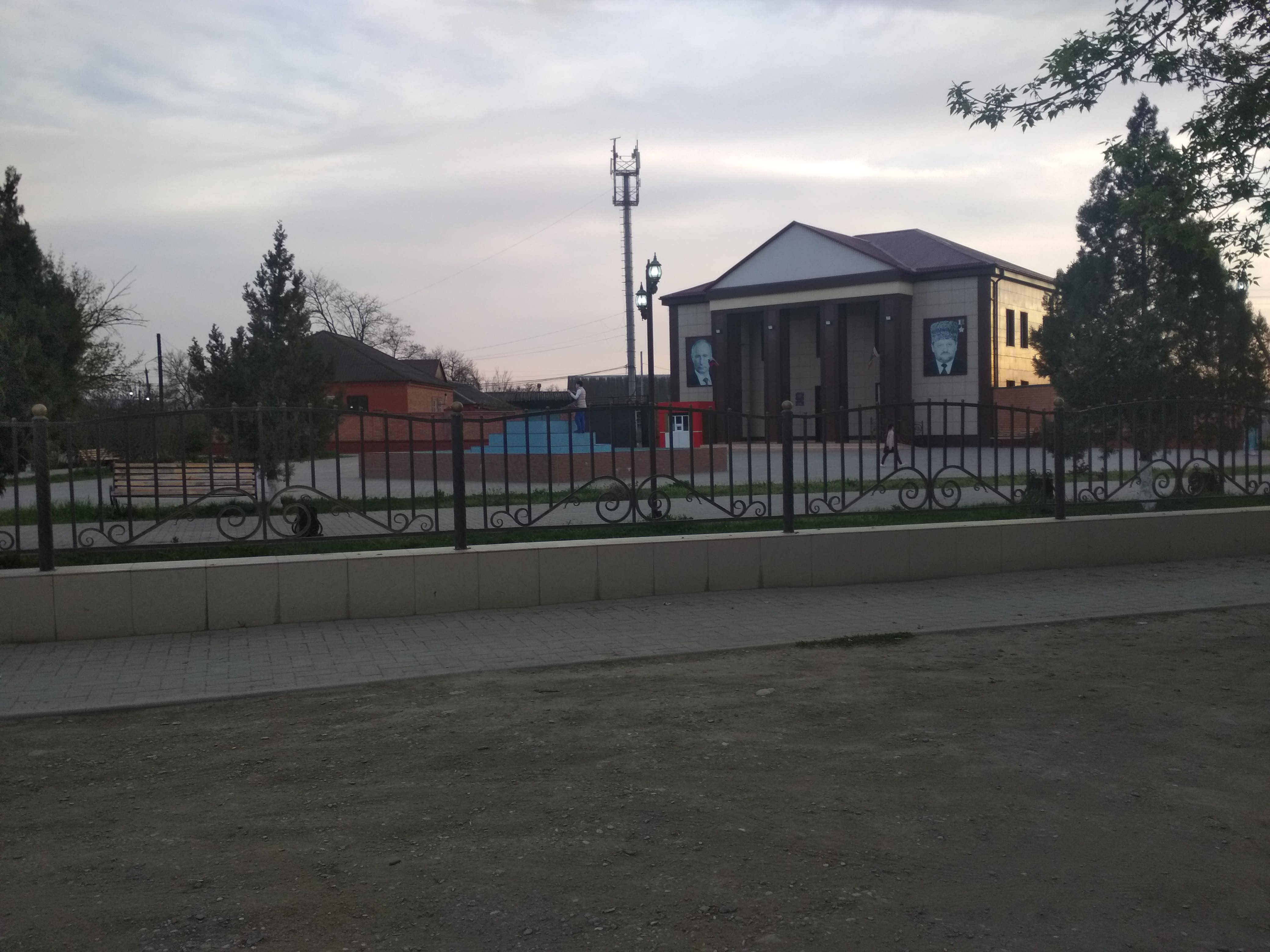
Дом культуры

## Тайпы
Тайповый состав села:
- Алларой[7],
- Сесаной,
- Дишний[7],
- Мулкъой[7],
- Нижалой,
- Бийтарой[7],
- Гордалой[7],
- Энганой[7],
- Мелардой[7],
- [7] Пхьамтой
- Ваштарой,
- Шоной[7],
- Чартой[7],
- Жей
- Гуной

## Микротопонимия
В селе и его окрестностях имеются следующие микротопонимы.
- Кхо колл йолучохь — «К трем кустам». Урочище к югу от села. Пастбище.
- Ишал чоь — «Болотная низина». Урочище к северу от села. Пастбище.
- Ишал мере — «К носу болота». Урочище к западу от села. Пастбище.
- Мокин баьрзнаш — «Мокины курганы». Группа курганных могильников к юго-востоку от села. Мока — чеченское собственное имя. Пастбища и пашни.
- Хьажин гунаш — «Холмы (бугры) Хаджи». Урочище к юго-востоку от села. Здесь жил человек по имени Хьажи (Хаджи), отсюда и название. Пашни и пастбища.
- Гӏамаран ор — «Песчаная яма». Урочище к югу от села. Пашни и пастбища.
- Боккхачу шу кӏело — «У подошвы большой террасы». Урочище к югу от села. Пастбища и пашни.
- Тӏутӏин боьра — «Лощина Туты». Урочище к юго-западу от села. Пастбища.
- ЦӀахьин акъара — «Цахина равнина». ЦӀахьа — чеченское мужское собственное имя. Пастбища к югу от села.
- Возкхин боьра — «Возкина лощина». Возкха — чеченское мужское собственное имя. Пастбища к юго-востоку от села.
- Аьчган акъара — «Железная равнина». Пастбища к северо-востоку от села. Здесь ранее выходили минеральные источники, содержащие железо.
- Сту бийна боьра — «Лощина, где закололи вол». Пастбища и поля на к югу от села. У чеченцев в стародавние времена была особая традиция, когда небольшая группа людей или одинокий человек приобщались к более большому тайпу путём жертвования откормленного вола. Жертвенное животное представляла меньшая группа. После совершения этого обряда меньшая группа браталась с сильным тайпом и принималась в его состав как равная[23].
- Беширан хуьчу — «К источнику Бешира». Пастбище к югу от села. В топониме «хуьчу» отражена диалектная особенность Притеречья, литературная норма — «хи чу». Бешир — собственное мужское имя, арабского происхождения.
- ЦӀуна кхуьйсу боьра — «Лощина (балка), где выбрасываются селевые потоки». Пастбище и пашни к югу от села.
- Муьжа чоь — «Минерального источника впадина». «Муж» — на местном диалекте означает минеральный источник. Пастбище к югу от села, пашни и сады.
- Гӏулоз гӏу — «Калаусский колодец». Урочище, пастбище и пашни к югу от села.
- Мусин хьун — «Лес Мусы». Устаревшее название лесного массива к востоку от села. Муса — мужское собственное имя мусульман[24].
- Язаркъе — урочище к юго-западу села. Ещё на памяти старожилов в недалеком прошлом во время сильной засухи на этом месте проводился обряд прошение дождя. Здесь собирались жители всего села, резали жертвенных животных. Женщины приносили с собой жертвенную пищу, в основном молоко. Люди делали дуа прося у Всевышнего дождя.
- Эскин кӏотар — «Эскин хутор». Урочище к юго-западу от села, там находился хутор основанный чеченцем Эски. Сегодня там пашни и пастбища. Эски — чеченское мужское собственное имя.
- Дозанан барз — «Граничный курган». Могильный курган на восточной окраине села. В начале XX века здесь проходила граница между селениями Лаха Нёвре и Мекен-Юрт.
- Хьакхарчийн барз — «Кабаний курган». Могильный курган, раньше здесь были заросли камыша и кустарника где обитали кабаны.
- Хьажин вал — «Защитный вал». Паводковый вал против Терека, построенный жителем села Хьажи. К северо-западу от села.
- Iумхин кӏотар — «Умхи хутор». Урочище к юго-востоку от села, сейчас хутора нет на этом месте. Iумха — чеченское мужское имя.
- Эна юккъера барз — «Серединный курган». В черте села Надтеречного. Надтеречненские чеченцы термином «эна», «эн» выражают понятие «точно по середине». По рассказам старейшин на этом месте в начале XX века находилась кузня. Здесь было очень много золы и в советское время бульдозером золу, здание кузни было собрано в курган. Ныне на этом месте стоит мечеть.
- Кӏуо барз — «Острый курган». Урочище к юго-западу от села. Пастбища и пашни. «Барз» — курганный могильник. Вероятно, что «Кӏуон барз» имеет смысл — курган, на котором растет черемша.
- Касин кӏотар — «Касин хутор». Урочище, к юго-западу от села. Здесь располагался одноимённый хутор, принадлежавший Касе. Каса — собственное чеченское мужское имя. Потомки Касы, выходцы из тайпа Сесаной живут в селе[25].
- Чхарнаш дохучу — «Туда к добыче каменных глыб». Каменный карьер, где добывали камень для стел. Урочище к северо-востоку от села[25].

## Известные уроженцы
- Авторханов, Абдурахман Геназович (1908—1997) — советолог, писатель, публицист и общественный деятель, доктор политических наук.
- Айсханов, Шамсуддин Катаевич (1907—1937) — писатель, поэт, переводчик, просветитель.
- Айсханов, Султан Катаевич (1944) — российский чеченский учёный, хирург.
- Базаков, Абдул-Муслим Керзуевич[26] (1905—1997) — первый учитель и заведующий школы в Нижнем Науре с первых дней основания СССР, общественный деятель, награждён медалью Ветеран Труда, медалью «За освоение Целинных земель», юбилейной медалью «В ознаменование 100-летия со дня рождения Владимира Ильича Ленина». Имя Абдул-Муслима Керзуевича Базакова занесено в Почетную книгу ЧИАССР в 10.05.1967 году. Одна из улиц в селе Надтеречное увековечена его именем.
- Висаитов, Мавлид Алероевич (1913—1986) — Герой Советского Союза.
- Джамалханов, Зайнди Джамалханович[27] (1922—2014) — филолог, педагог, поэт, переводчик.
- Зубайраев, Супьян Лечиевич (1933—2016) — советский самбист, мастер спорта, чемпион (первый из чеченцев) и призёр чемпионатов СССР, 1968—1971 гг. заведующий кафедрой в Московском государственном университете сервиса, 1971—1974 гг. заведующий кафедрой физвоспитания Кабульского политехнического института (Афганистан), 1977—1980 гг. тренер сборной Кубы по вольной борьбе, кандидат педагогических наук
- Исаева, Асет Марцаровна (1915—1971) — Заслуженная артистка РСФСР.
- Мамакаев, Арби Шамсуддинович (1918—1958) — советский писатель, переводчик.
- Мамакаев, Эдуард Арбиевич (1939) — писатель.

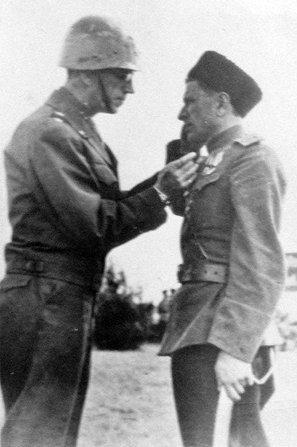
Генерал Боллинг вручает Висаитову орден «Легион почёта»
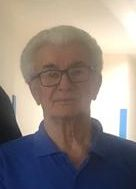
Айсханов Султан